# Raphael Holzdeppe
Raphael Marcel Holzdeppe (ur. 28 września 1989 w Kaiserslautern) – niemiecki lekkoatleta specjalizujący się w skoku o tyczce, złoty medalista mistrzostw świata w tej konkurencji.
W 2006 był piąty na mistrzostwach świata juniorów, a w rok później nie zaliczył żadnej wysokości podczas mistrzostw Europy juniorów. Sezon 2008 rozpoczął od ustanowienia wynikiem 5,60 halowego rekordu Niemiec juniorów, a 1 marca rezultatem 5,68 ustanowił nowy halowy rekord świata juniorów. W sezonie letnim dwukrotnie poprawiła rekord kraju w kategorii juniorów, a 28 czerwca w Biberach wyrównał 19-letni rekord świata juniorów Maksima Tarasowa skacząc 5,80. Dwa tygodnie później podczas mistrzostw świata juniorów w Bydgoszczy zdobył złoty medal z wynikiem 5,50 pokonując reprezentanta Polski Pawła Wojciechowskiego. Ósmy zawodnik igrzysk olimpijskich w Pekinie. Na koniec roku 2008 w plebiscycie European Athlete of the Year Trophy został wybrany wschodzącą gwiazdą europejskiej lekkiej atletyki. W 2009 zdobył mistrzostwo Europy młodzieżowców, a w 2010 był dziewiąty podczas mistrzostw Europy w Barcelonie. W 2011 był szósty na młodzieżowych mistrzostwach Europy oraz nie awansował do finału mistrzostw świata. Brązowy medalista mistrzostw Europy oraz igrzysk olimpijskich z 2012. W 2013 zajął 8. miejsce na halowych mistrzostwach Europy. Na Mistrzostwach Świata w Lekkoatletyce 2013 zdobył złoty medal. Złoty medalista mistrzostw Niemiec. Na następnych mistrzostwach globu Niemiec wywalczył srebro, przegrywając minimalnie z Shawnacy Barberem. Piąty tyczkarz halowych mistrzostw Starego Kontynentu (2017).
Rekordy życiowe: stadion – 5,94 (26 lipca 2015, Norymberga); hala – 5,88 (3 lutego 2018, Karlsruhe).

## Osiągnięcia
| Rok  | Impreza                                 | Miejsce        | Pozycja           | Wynik |
| ---- | --------------------------------------- | -------------- | ----------------- | ----- |
| 2006 | Mistrzostwa świata juniorów             | Pekin          | 5. miejsce        | 5,30  |
| 2007 | Mistrzostwa Europy juniorów             | Hengelo        | –                 | NH    |
| 2008 | Mistrzostwa świata juniorów             | Bydgoszcz      | 1. miejsce        | 5,50  |
| 2008 | Igrzyska olimpijskie                    | Pekin          | 8. miejsce        | 5,60  |
| 2009 | Młodzieżowe mistrzostwa Europy          | Kowno          | 1. miejsce        | 5,66  |
| 2010 | Mistrzostwa Europy                      | Barcelona      | 9. miejsce        | 5,60  |
| 2011 | Młodzieżowe mistrzostwa Europy          | Ostrawa        | 6. miejsce        | 5,50  |
| 2011 | Mistrzostwa świata                      | Daegu          | el. – 20. miejsce | 5,50  |
| 2012 | Mistrzostwa Europy                      | Helsinki       | 3. miejsce        | 5,77  |
| 2012 | Igrzyska Olimpijskie                    | Londyn         | 3. miejsce        | 5,91  |
| 2013 | Halowe mistrzostwa Europy               | Göteborg       | 8. miejsce        | 5,61  |
| 2013 | Mistrzostwa świata                      | Moskwa         | 1. miejsce        | 5,89  |
| 2015 | Superliga drużynowych mistrzostw Europy | Czeboksary     | 2. miejsce        | 5,85  |
| 2015 | Mistrzostwa świata                      | Pekin          | 2. miejsce        | 5,90  |
| 2016 | Mistrzostwa Europy                      | Amsterdam      | –                 | DNS   |
| 2016 | Igrzyska olimpijskie                    | Rio de Janeiro | el. – 26. miejsce | 5,45  |
| 2017 | Halowe mistrzostwa Europy               | Belgrad        | 5. miejsce        | 5,80  |
| 2017 | Mistrzostwa świata                      | Londyn         | –                 | NH    |
| 2018 | Halowe mistrzostwa świata               | Birmingham     | 5. miejsce        | 5,80  |
| 2018 | Mistrzostwa Europy                      | Berlin         | el. –             | NH    |
| 2019 | Mistrzostwa świata                      | Doha           | 6. miejsce        | 5,70  |